# 轉撥計價
轉撥計價（英語：Transfer pricing），本條目介紹的是內部轉撥計價，不同於外部轉撥計價。
公司決策中，價格是一個關鍵因素之一，若公司的下游部門所需原料，究竟要外購，或是採用自家上游部門所製造，以公司整體立場來看，轉撥價格不僅影響到整個公司之利益，更會影響到相關部門間的績效衡量，轉撥計價之決策成為成本與管理會計上重要的課題。

## 轉撥計價的三層面

### 目標一致性
部門主管以該部門之利潤最大化為考量，轉撥計價制度之建立，協助各部門主管以整個公司利益為最大目標，採取對公司最有利之決策。

### 部門自主性
部門主管為分權化績效評估之責任者，應享有部門內之管理自主權，部門內之轉撥計價涉及各部門間之利益衝突，轉撥計價制度之建立，兼顧各部門之績效與全公司之利益。

### 績效評估合理性
轉撥計價是各部門收入或成本之關鍵，轉撥計價制度可避免有利於一部門卻不利於整個公司的決策，提供各部門所需之資訊，增進績效評估的合理性。

## 轉撥計價基本公式
轉撥價格=因商品移轉所增加的每一單位以外實際支付成本+因該移轉而使公司產生之每單位機會成本。

## 維基公司的例子
以下以維基公司的例子說明轉撥價格之計算與決策過程，設維基公司擁有上下游兩個部門，分別為再製造部門與製成品部門，再製造部門的再製品在外售價為60元，成本為30元，製成品部門的製成品售價100元，外購再製品成本40元，將決定再製品自製或是外購。

## 產能問題
產能問題為計算轉撥價格最優先考慮的因素。

### 無超額產能
轉撥價格=實支成本+機會成本
- 本例中再製品部門的機會成本為：60-30=30
- 故轉撥價格=30+30=60
- 決策：因外購價格40元小於轉撥價格60元，故維基公司決定將再製品外購

### 有超額產能
轉撥價格=實支成本+機會成本
- 本例中再製品部門的機會成本為：0
- 故轉撥價格=30+0=30
- 決策：因外購價格40元大於轉撥價格30元，故維基公司決定將再製品自製

## 轉撥計價之方法
以下方法假設有超額產能，即機會成本為零的情況，轉撥價格=實支成本。

### 市價基礎轉撥計價法
- 說明：已轉出部門轉出品在外之公平價值決定為轉撥價格。
- 適用：有公開市場且為完全競爭市場
- 優點：最為方便與公平合理，可依市場真實價格的反應產品的競爭力，與避免轉出部門的爭議。
- 缺點：現實世界仍有很多產品無公平市價或屬非完全競爭市場。
- 轉撥價格=在製品外售價
- 故轉撥價格=60元
- 決策：因外購價格40元小於轉撥價格60元，故維基公司決定將在製品外購

### 成本基礎轉撥計價法
說明：以已轉出部門轉出品之成本決定為轉撥價格。
- 適用：完全集權的公司
- 優點：簡單易算。
- 缺點：利潤完全由最終的轉入部門獨享，對轉出部門不公平，影響績效。

轉撥價格=在製品成本
- 故轉撥價格=30元
- 決策：因外購價格40元大於轉撥價格30元，故維基公司決定將在製品自製

### 協議轉撥計價法
說明：當無明顯市價時，可以兩部門之成本與利潤空間協調出可接受的轉撥價格範圍帶
- 適用：給予轉出與轉入兩部門主管極大的自主權
- 優點：避免轉出與轉入兩部門對績效的爭議。
- 缺點：轉出與轉出兩部門的協議可能是無效率或仍有爭議。
- 在本例中，在製品部門的成本是30元，轉撥價格必高於30元，製成品部門的產品售價是100元，轉撥價格必低於100元才有利潤空間。
- 故轉撥價格=30元~100元
- 決策：因外購價格40元大於轉撥價格30~39元，故維基公司決定將在製品自製
- 決策：因外購價格40元小於轉撥價格４0~１００元，故維基公司決定將在製品外購

### 雙重轉撥計價法
說明：此法為考慮到轉出部門的績效評估，給予轉出部門一定的利潤空間，作為雙方可接受的轉撥價格。
- 適用：給予轉出部門績效上較大的誘因
- 優點：避免轉出部門對績效上不滿，形成轉出過程的不順暢。
- 缺點：此法處理過程繁複複雜，且只有在成本資料正確下才有益處，實務上不可行。
- 在本例中 假設給予在製品部門為成本加成兩成的利潤 成本30元加上協議後的利潤為36元
- 故轉撥價格=36元
- 決策：因外購價格40元大於轉撥價格３６元，故維基公司決定將在製品自製

### 任意轉撥計價法
說明：最高管理階層跳過轉出與轉入的兩個部門，直接決定轉撥價格
- 適用：完全集權的公司
- 優點：有助於公司達成目標，避免部門間之爭議。
- 缺點：破壞各部門之自主權，降低各部門對成本與利潤的重視。
- 故轉撥價格=最高管理階層決定。
- 決策：維基公司視最高管理階層決定價格後再與外購市價比較後決定在製品自製或是外購。